# Ganguilus insignis
Ganguilus insignis är en insektsart som först beskrevs av Navás 1930.  Ganguilus insignis ingår i släktet Ganguilus och familjen myrlejonsländor. Inga underarter finns listade i Catalogue of Life.